# BMW Strahljäger III
O BMW Strahljäger III foi um projecto da BMW para a construção de um avião de caça. Teria uma fuselagem curta e estreita, um motor a jato BMW 003, dupla cauda e dois canhões MK 103 de 30 mm.